# Mörlenbach
Mörlenbach est une commune de Hesse (Allemagne), située dans l'arrondissement de la Bergstraße, dans le district de Darmstadt.

## Géographie
Mörlenbach est située au bord ouest dans le massif de la montagne de l'Odenwald, environ 25 km au nord de Heidelberg et 30 km au nord-est de Mannheim.